# Distrito electoral de Jacksonville n.º 2
Jacksonville No. 2 (en inglés: Jacksonville No. 2 Precinct) es un distrito electoral ubicado en el condado de Morgan en el estado estadounidense de Illinois. En el Censo de 2010 tenía una población de 1645 habitantes y una densidad poblacional de 801,94 personas por km².

## Geografía
Según la Oficina del Censo de los Estados Unidos, tiene una superficie total de 2.05 km², de la cual 2.05 km² corresponden a tierra firme y (0%) 0 km² es agua.

## Demografía
Según el censo de 2010, había 1645 personas residiendo en Jacksonville No. 2. La densidad de población era de 801,94 hab./km². De los 1645 habitantes, Jacksonville No. 2 estaba compuesto por el 82.13% blancos, el 12.28% eran afroamericanos, el 0.43% eran amerindios, el 0.49% eran asiáticos, el 0% eran isleños del Pacífico, el 0.79% eran de otras razas y el 3.89% pertenecían a dos o más razas. Del total de la población el 2.8% eran hispanos o latinos de cualquier raza.